# Lucio Papirio Mugilano (cónsul 444 a. C.)
Lucio Papirio Mugilano  fue un político romano del siglo V a. C. perteneciente a la gens Papiria.

## Familia
Mugilano fue miembro de los Papirios Mugilanos, una de las más antiguas familias patricias de la gens Papiria. Fue padre de Lucio Papirio Mugilano y Marco Papirio Mugilano.

## Carrera pública
A instancias del interrex Tito Quincio Capitolino Barbato, fue escogido cónsul suffectus en el año 444 a. C. cuando se obligó a los tribunos consulares a renunciar a su cargo por un defecto en la elección. Durante su año consular se firmó un tratado de paz con Ardea.
Al año siguiente, fue elegido para el primer colegio de censores, pero hay autores modernos que lo consideran espurio.